# بطولة الأندية الأوقيانية 1999
بطولة الأندية الأوقيانية 1999 (بالإنجليزية: 1999 Oceania Club Championships)‏ هو الموسم الثاني من دوري أبطال أوقيانوسيا. شارك فيه 9 فرق، وفاز باللقب جنوب ملبورن الأسترالي على حساب نادي الفيجي بنتيجة 5-1 في نهائي البطولة.